# Apex Computer Productions
Apex Computer Productions är ett företag grundat av bröderna John och Steve Rowlands. Företaget har bland annat utvecklat datorspelen Creatures, Creatures II: Tourture Trouble utgivna av Thalamus Ltd till Commodore 64. Därefter gav de själva ut spelet Mayhem in Monsterland.
John och Steve arbetar numera med Infinite Lives.